# Gonomyia gressittiana
Gonomyia gressittiana là một loài ruồi trong họ Limoniidae. Chúng phân bố ở miền Australasia.